# TNMD
TNMD (англ. Tenomodulin) – білок, який кодується однойменним геном, розташованим у людей на X-хромосомі. Довжина поліпептидного ланцюга білка становить 317 амінокислот, а молекулярна маса — 37 130.
| 10         |  | 20         |  | 30         |  | 40         |  | 50         |
| ---------- |  | ---------- |  | ---------- |  | ---------- |  | ---------- |
| MAKNPPENCE |  | DCHILNAEAF |  | KSKKICKSLK |  | ICGLVFGILA |  | LTLIVLFWGS |
| KHFWPEVPKK |  | AYDMEHTFYS |  | NGEKKKIYME |  | IDPVTRTEIF |  | RSGNGTDETL |
| EVHDFKNGYT |  | GIYFVGLQKC |  | FIKTQIKVIP |  | EFSEPEEEID |  | ENEEITTTFF |
| EQSVIWVPAE |  | KPIENRDFLK |  | NSKILEICDN |  | VTMYWINPTL |  | ISVSELQDFE |
| EEGEDLHFPA |  | NEKKGIEQNE |  | QWVVPQVKVE |  | KTRHARQASE |  | EELPINDYTE |
| NGIEFDPMLD |  | ERGYCCIYCR |  | RGNRYCRRVC |  | EPLLGYYPYP |  | YCYQGGRVIC |
| RVIMPCNWWV |  | ARMLGRV    |  |            |  |            |  |            |

A: Аланін

C: Цистеїн

D: Аспарагінова кислота

E: Глутамінова кислота

F: Фенілаланін

G: Гліцин

H: Гістидин

I: Ізолейцин

K: Лізин

L: Лейцин

M: Метіонін

N: Аспарагін

P: Пролін

Q: Глутамін

R: Аргінін

S: Серин

T: Треонін

V: Валін

W: Триптофан

Кодований геном білок за функцією належить до фосфопротеїнів. 
Задіяний у такому біологічному процесі, як альтернативний сплайсинг. 
Локалізований у цитоплазмі, ядрі, мембрані.